# Gau Köln-Aachen
Il Gau Köln-Aachen fu una divisione amministrativa della Germania nazista dal 1933 al 1945 nella zona centro-settentrionale della provincia prussiana del Reno. Prima di allora, dal 1931 al 1933, fu la suddivisione regionale del partito nazista in quella zona. 

## Storia
Il sistema di Gau (plurale Gaue) fu originariamente istituito in una conferenza del partito il 22 maggio 1926, al fine di migliorare l'amministrazione della struttura del partito. Dal 1933 in poi, dopo la presa del potere nazista, i Gaue sostituirono sempre più gli stati tedeschi come suddivisioni amministrative in Germania.
Alla testa di ogni Gau si trovava un Gauleiter, una posizione che divenne sempre più potente, soprattutto dopo lo scoppio della seconda guerra mondiale. I Gauleiter locali erano incaricati della propaganda e della sorveglianza e, dal settembre 1944 in poi, del Volkssturm e della difesa del Gau.
La posizione di Gauleiter a Colonia-Aquisgrana fu tenuta da Josef Grohé per tutta la storia del Gau. Grohé tentò di suicidarsi alla fine della guerra, ma fuggì sotto falso nome,  arrestato nel 1946 e condannato a quattro anni e mezzo di carcere. Non si pentì mai delle sue idee politiche. Morì nel 1987.
Il Gau aveva una dimensione di 7.100 km² e una popolazione di 2.300.000 abitanti, che lo collocavano a metà per dimensioni e popolazione nella lista di Gaue.